# IC 1388
IC 1388 ist eine Galaxie vom Hubble-Typ S im Sternbild Aquarius auf der Ekliptik. Sie ist schätzungsweise 414 Millionen Lichtjahre von der Milchstraße entfernt.
Das Objekt wurde am 8. September 1891 von Lewis Swift entdeckt.